# 上田重安
上田 重安（うえだ しげやす）は、安土桃山時代の武将、大名。江戸時代前期の浅野家の家老。通称は左太郎、主水正。関ヶ原の後に剃髪して宗箇と名乗ったので、上田 宗箇（うえだ そうこ）の名でも知られる。 
茶道を千利休ついで古田織部に学び、上田宗箇流の流祖となって、茶人、造園家としても業績を残した。また数々の戦で一番槍の功を立てた歴戦の武将でもあった。

## 経歴
永禄6年（1563年）、上田重元の子として生まれた。尾張国愛知郡星崎村（愛知県名古屋市南区星崎）の出身。同家はもともとは小笠原姓を名乗り、重安の代で、上田と改めたという。
祖父・重氏の代から3代に渡って丹羽長秀の家臣で、元服後は丹羽氏の家臣として各地を転戦。
天正10年（1582年）6月、本能寺の変が起こると、長秀と神戸信孝は明智光秀への関与を疑われた津田信澄の駐屯していた大坂城千貫櫓を攻撃し、重安が津田信澄の首を挙げた。
天正13年（1585年）に長秀が死去すると、その子・丹羽長重は豊臣秀吉によって減封され、家臣団の多くが解雇され、一部は豊臣氏の直参として召し上げられた。この際に重安もまた秀吉の直臣となって、越前国内で1万石を与えられて大名となった。
天正14年（1586年）、京都の方広寺大仏殿（京の大仏）の工事を分担。同15年（1587年）の九州の役に従軍。同18年（1590年）の小田原の役では、秀吉の本陣・脇備えで300騎を率いた。文禄元年（1592年）の文禄の役では、肥前名護屋城に駐屯。秀吉の本陣前備衆のうちで200名を率いたが、渡海していない。
文禄3年7月29日（1594年9月13日）、従五位下・主水正に叙任され、豊臣姓を賜る。
慶長3年（1598年）、秀吉の死により遺物・直家の刀を受領した。
慶長5年（1600年）、関ヶ原の戦いでは西軍に与し、大坂甲津口を警備して後、北国口の防備へ移動し、東軍の前田利長の押さえとして、旧主・丹羽長重の籠もる加賀小松城に駐屯した。敗戦後、領地を没収されて摂津国に流遇し、剃髪した。

### 関ヶ原の役以後

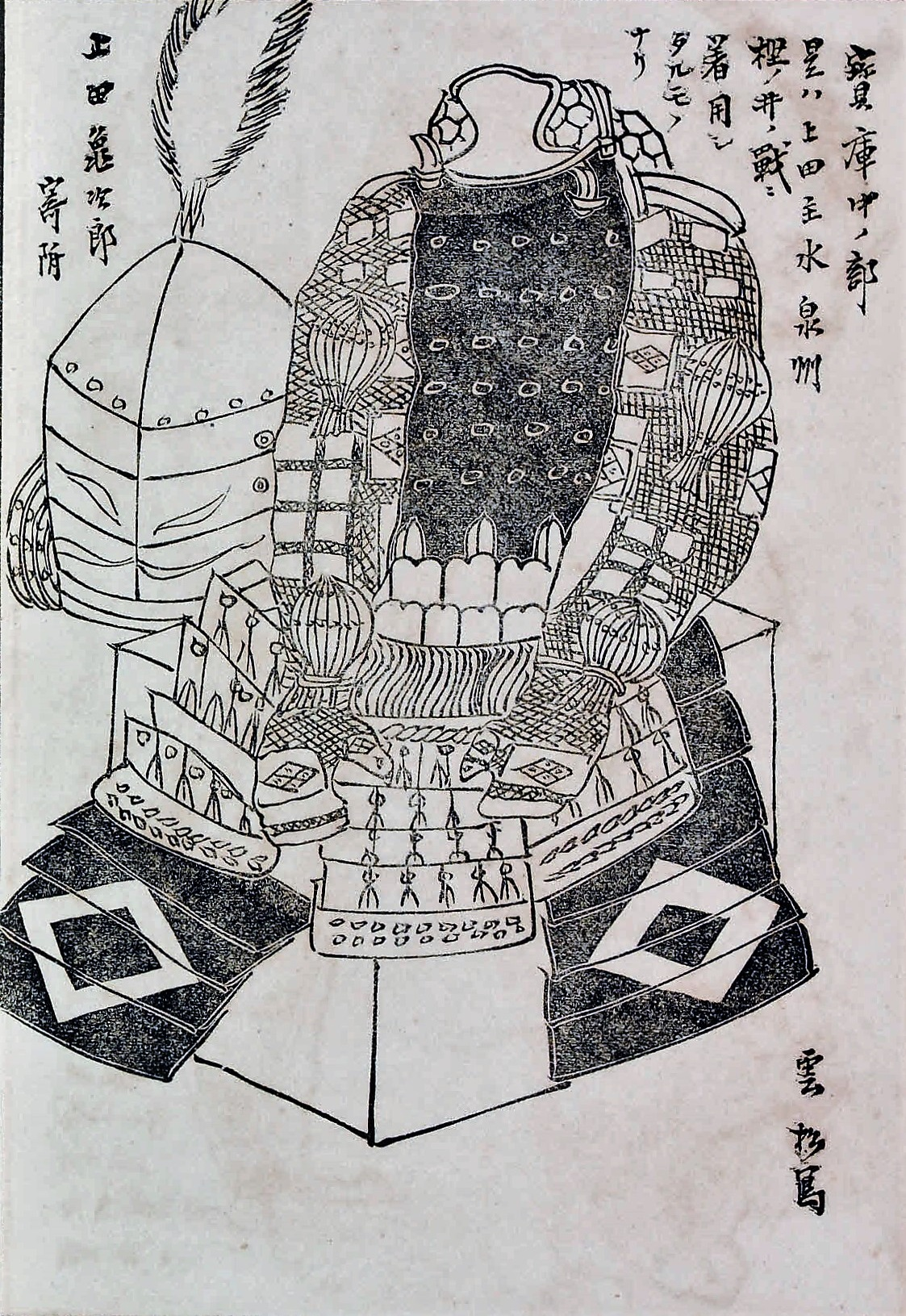
上田重安が樫井の戦いで着用したと伝わる甲冑（菖蒲韋威腰取仏胴具足、厳島神社所蔵）の図（所信文『厳島名所しるべ』より）。

蜂須賀家政に強く請われその客将となり、阿波国徳島に移り住んだ。この間に家政の依頼で徳島城表御殿庭園を作庭している。
重安の妻は、秀吉の妻・高台院の従弟である杉原長房の娘で、（幸長の父）浅野長政と（幸長の子）浅野長晟はそれぞれ長房の娘を養女にしていたため、紀州藩主浅野幸長と重安は重縁の関係にある姻戚であった。その縁により浅野家の家老となり、1万石を与えられた。家臣になる際には、徳川家康の許しも得た上で、還俗している。
和歌山で浅野家に仕えている間、和歌山城西の丸庭園、粉河寺庭園を作庭している。
慶長19年（1614年）の大坂の陣（冬の陣）では浅野長晟に従って従軍。翌20年（1615年）の夏の陣、樫井の戦いでは敵方の大将の1人である塙直之の首級を挙げるなど戦功を立て、将軍徳川秀忠及び大御所家康から激賞された。
元和5年（1619年）、浅野氏が和歌山藩から安芸広島藩に移封されると、重安も芸州佐伯郡小方村（現大竹市小方）1万2,000石に移封された。
以後は、茶道と造園を趣味として生活を送り、浅野家の別邸縮景園を作庭した他、江戸幕府（尾張徳川家）に請われて名古屋城二の丸庭園の作庭も担当した。また、寛永元年（1624年）2月に、浅野家家臣の亀田高綱が上田と衝突して浅野家から退去している。
重安の数々の武功は世間にも広く知られており、江戸幕府（徳川将軍家）より直参出仕を促されたが、重安はそれを固辞して浅野家に留まった。代わりに嫡男の重秀を寛永9年（1632年）に徳川家に出仕させた。重秀は近江野洲郡（現・守山市服部町）に知行を与えられ服部村に服部陣屋（服部城）を構えた。子孫は代々相続し、大身旗本として江戸幕府に仕えた。次男の重政が広島藩浅野家の家老職を相続し、上田家は藩士として続いた。三男（養子）の可勝は肥後藩細川氏に仕えた。

### 墓所
慶安3年（1650年）5月30日、重安は88歳で没した。
広島県廿日市市沖塩屋に墓所があり、松の木が1本植えられている。遺体は佐伯郡大野村（現廿日市市大野）の串山で荼毘に付せられた後、遺骨を砕いて大野瀬戸（広島湾の厳島と本土の間の狭い海峡）に流し、遺髪を浜辺の松林に埋めて塚とした。そこに松を1本植えたものが墓所であり、墓石はない。初代の松は枯死したが、2004年（平成16年）に2代目が植えられた。

## 関連作品
伝記
- 矢部良明『武将茶人、上田宗箇―桃山茶の湯の逸材』、角川学芸出版

小説
- 津本陽『風流武辺』
- 司馬遼太郎『城塞』、新潮文庫ほか
- 海音寺潮五郎『阿呆豪傑』万石茶坊主

漫画
- 山田芳裕『へうげもの』

ミュージカル
- わらび座『茶の夢～宗箇さぁと私～』